# 16624 Hoshizawa
16624 Hoshizawa è un asteroide della fascia principale. Scoperto nel 1993, presenta un'orbita caratterizzata da un semiasse maggiore pari a 2,4080149 UA e da un'eccentricità di 0,0454928, inclinata di 3,05245° rispetto all'eclittica.